# Julio Lezana
Julio B. Lezana (f. Buenos Aires, 22 de julio de 1932) fue un abogado y político argentino, que se desempeñó como gobernador del Territorio Nacional del Chubut entre 1903 y 1909.

## Biografía
Fue oficial mayor del Ministerio de Hacienda y Obras Públicas de la provincia de Santa Fe.
En mayo de 1903 fue designado gobernador del Territorio Nacional del Chubut por el presidente Julio Argentino Roca. Ocupó el cargo por dos períodos consecutivos hasta 1909. A principios de 1904 recorrió el interior del Chubut (primero hacia el sur y luego hacia el noroeste), visitando también Ñorquincó y el lago Nahuel Huapi en Río Negro. Se interesó en la instalación de una colonia de estadounidenses en el noroeste del territorio, impulsada por el vicecónsul de los Estados Unidos George H. Newbery, cuyo proyecto se frustró.
En 1907 propuso al Gobierno Nacional la reforma de la ley n.º 1532 de territorios nacionales y la creación de un único ministerio para los asuntos de los mismos.
Entre 1911 y 1920 se desempeñó como director del Departamento Nacional del Trabajo. Durante ese período, en 1912 se sancionó la ley orgánica de dicho departamento. En 1920 fue brevemente ministro e interventor en la provincia de Santiago del Estero, hasta la asunción del gobernador Manuel Cáceres.
Luego ingresó al poder judicial. Falleció en Buenos Aires en 1932.
Un lago en el noroeste de Chubut lleva su nombre.

## Obra
- Apuntes y datos para la reforma de la ley sobre territorios nacionales: memoria presentada al Ministerio del Interior (1907).[12]